# Château de la Petite Malmaison
Le château de la Petite Malmaison est un château français du XIXe siècle situé dans la commune de Rueil-Malmaison dans le département des Hauts-de-Seine et la région d'Île-de-France.
Construit entre 1803 et 1805 pour l'impératrice Joséphine, propriétaire du château de Malmaison voisin, il s'agissait d'un pavillon de réception attenant à une vaste serre chaude, aujourd'hui détruite.

## Historique
- Si vous ne connaissez pas le sujet, laissez ce bandeau (vous pouvez alors contacter les auteurs).
- Si vous supprimez le contenu mis en cause (vous pouvez préalablement contacter les auteurs),

argumentez précisément cette suppression dans la page de discussion
(un manque de référence n'est pas un argument ; une recherche réelle de référence doit avoir été effectuée, être formellement documentée).
La grande serre chaude de Malmaison fut commencée en 1804 pour l'impératrice Joséphine par l'architecte paysagiste Jean-Marie Morel (1728-1810) et achevée à la fin de 1805 sur les plans de Jean-Thomas Thibault (1757-1826) et de son associé Barthélemy Vignon (1762-1846).
C'était la première fois en France que le verre était utilisé sur une surface aussi importante ; la serre de Malmaison peut être considérée comme le précurseur des grandes architectures de verre et de métal du XIXe siècle. Elle mesurait environ 50 mètres de long sur 19 mètres de large et était partagée en deux sections distinctes :
- la serre proprement dite, chauffée par douze grands poêles, dans laquelle pouvaient croître des arbres de 5 mètres de haut ; Joséphine y cultive des plantes comme le jasmin, mais aussi la rose, l'hortensia ou la violette de Parme ;

- en retrait et attenant à celle-ci, un bâtiment abritant trois salons, dont un salon central en rotonde décoré par Louis-Martin Berthault en 1807, d'où il était possible de contempler les plantes rares en se reposant après la visite de la serre ; le pavillon est luxueusement décoré et meublé par les meilleurs artisans de l'époque tels le marbrier Gilet et l'ébéniste Jacob Desmalter ;Le Parquet Jacob-Desmalter de la Petite Malmaison

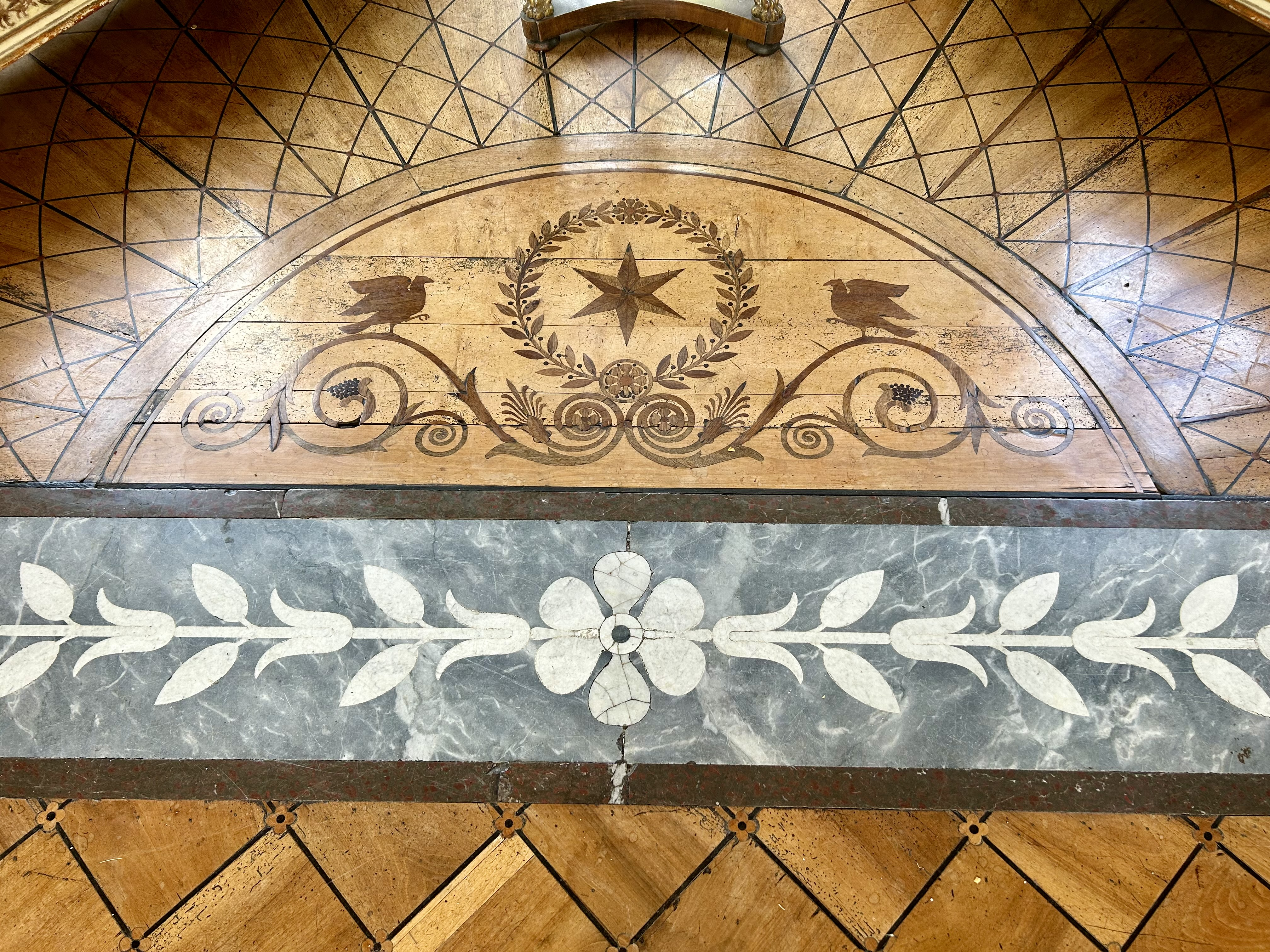
Le Parquet Jacob-Desmalter de la Petite Malmaison

- le parc fut traité en parc à l'anglaise, également par Louis-Martin Berthault, paysagiste attitré de l'impératrice Joséphine.

### Propriétaires successifs de la Petite Malmaison
En raison de son entretien coûteux, les serres de la Petite Malmaison furent démantelées dès 1827. L'année suivante, en 1828, le domaine passa aux mains du banquier suédois Jonas-Philip Hagerman.
En 1878, la propriété fut vendue par lots. En 1887, la Petite Malmaison fut acquise par Pascal de Bourbon-Siciles (1852-1904), comte de Bari, fils du roi Ferdinand II des Deux-Siciles et beau-frère de l'impératrice Sissi. Après l'expédition des Mille, menée par Garibaldi lors de l'unification italienne, la famille royale de Naples fut contrainte à l'exil. En 1861, elle se réfugia à Rome sous la protection du pape Pie IX. Le jeune prince fut élevé au palais du Quirinal, puis au palais Farnèse. En 1878, il épousa Blanche de Marconnay et, neuf ans plus tard, ils acquérirent la Petite Malmaison. Résidant principalement à Paris, au 8 avenue Matignon (actuel siège de la galerie Bastok Lessel), ils firent de la Petite Malmaison un lieu de retraite, et Pascal de Bourbon-Siciles y mourut en 1904.
Par la suite, le domaine passa à Marcel de Chabrières de Charmes, administrateur de société et associé chez Chabrières et Cie. Dans la salle à manger d'été du château, un médaillon représentant son fils Paul de Chabrières de Charmes témoigne encore de cette époque.
En 1949, la famille Czarnecki, issue de l’aristocratie polonaise, acquit la propriété après avoir fui la Pologne communiste et perdu ses possessions. Le comte Stefan Czarnecki et sa femme Marie-Louise Cuenin Czarnecki, connue sous le nom de scène Marie-Claire Olivia, en devinrent propriétaires et transmirent le domaine à leur fils, le comte Stefan Casimir Czarnecki, qui en est toujours propriétaire aujourd’hui.

### Modifications architecturales du Château

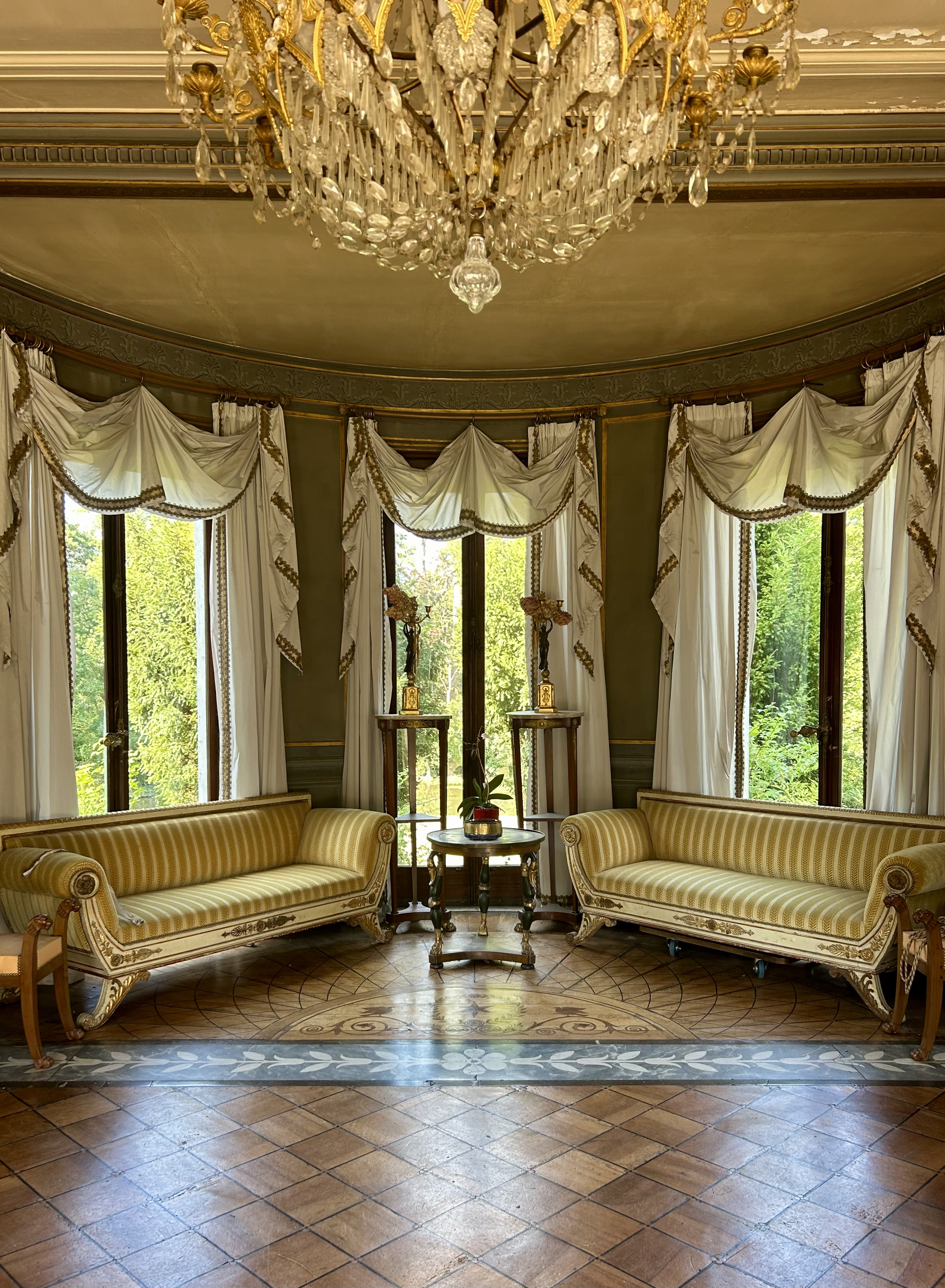
Le Salon Central avec son Parquet Jacob-Desmalter

Après la mort de Joséphine, le Château de la Petite Malmaison a été profondément remanié par ses propriétaires successifs afin d’en faire un lieu d'habitation. Outre la destruction des serres, plusieurs modifications structurelles ont été apportées au bâtiment,.

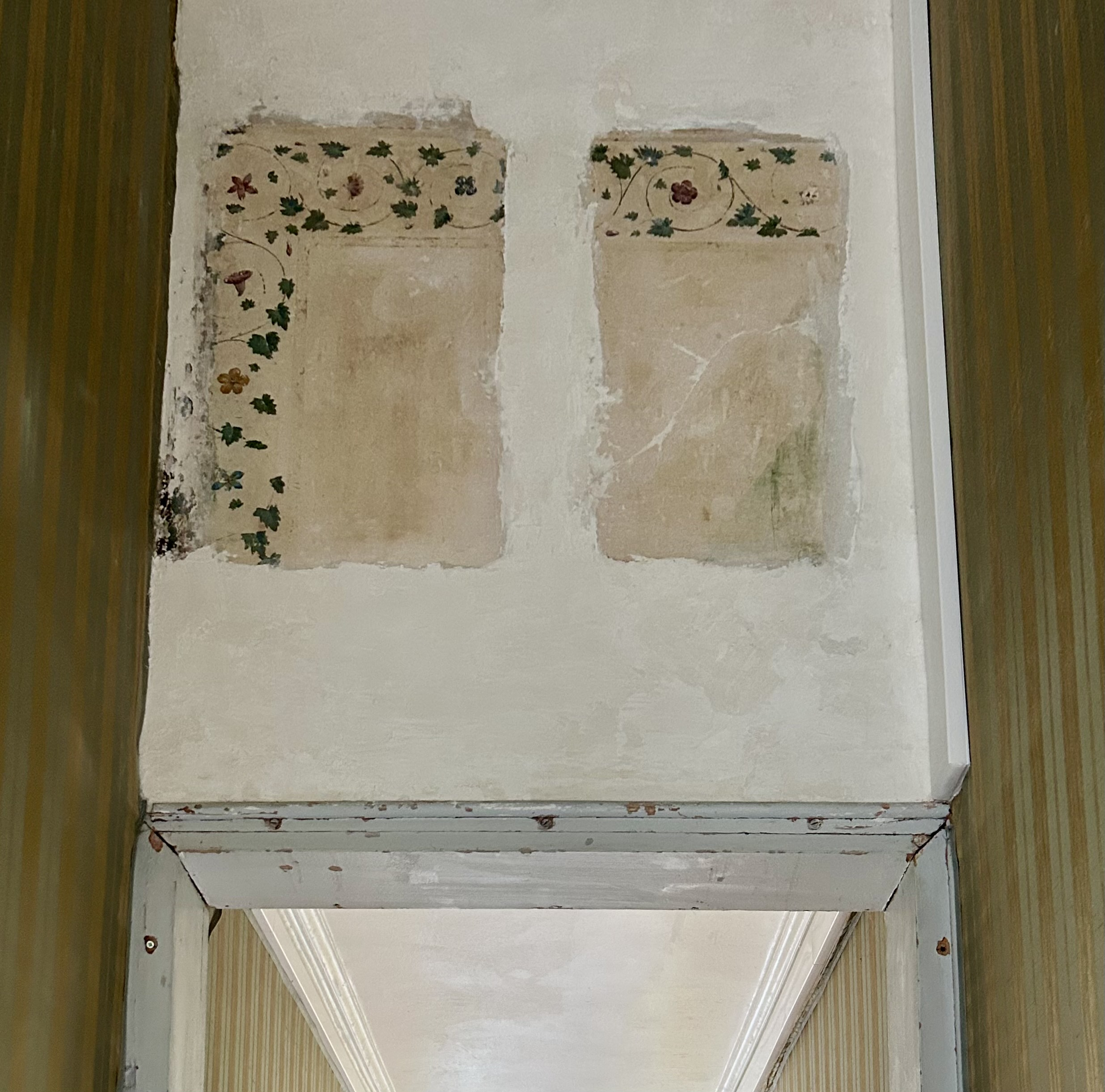
Le Décor d'Origine du Salon Central

Le salon central a été cloisonné de part et d’autre, avec l’ajout de deux fenêtres au niveau de la rotonde et l’installation d’une cheminée. Le parquet Jacob-Desmalter a également été en partie découpé et réduit pour s’adapter aux nouveaux volumes du salon. Bien que re-décoré après la mort de Joséphine, la décoration d’origine se devine encore sous le décor actuel.

L’aile est du château a été divisée en petits appartements. Un couloir de service a été créé au rez-de-chaussée pour les desservir, et de nouvelles fenêtres donnant sur le lac y ont été percées. De plus, les deux étages d'origine ont été détruits, laissant place à un seul étage dans cette aile, avec une hauteur sous plafond plus importante, et réduisant ainsi la hauteur globale du bâtiment. Une balustrade visible sur la façade donnant sur le lac a été ajoutée au niveau du toit en lieu et place du dernier étage.

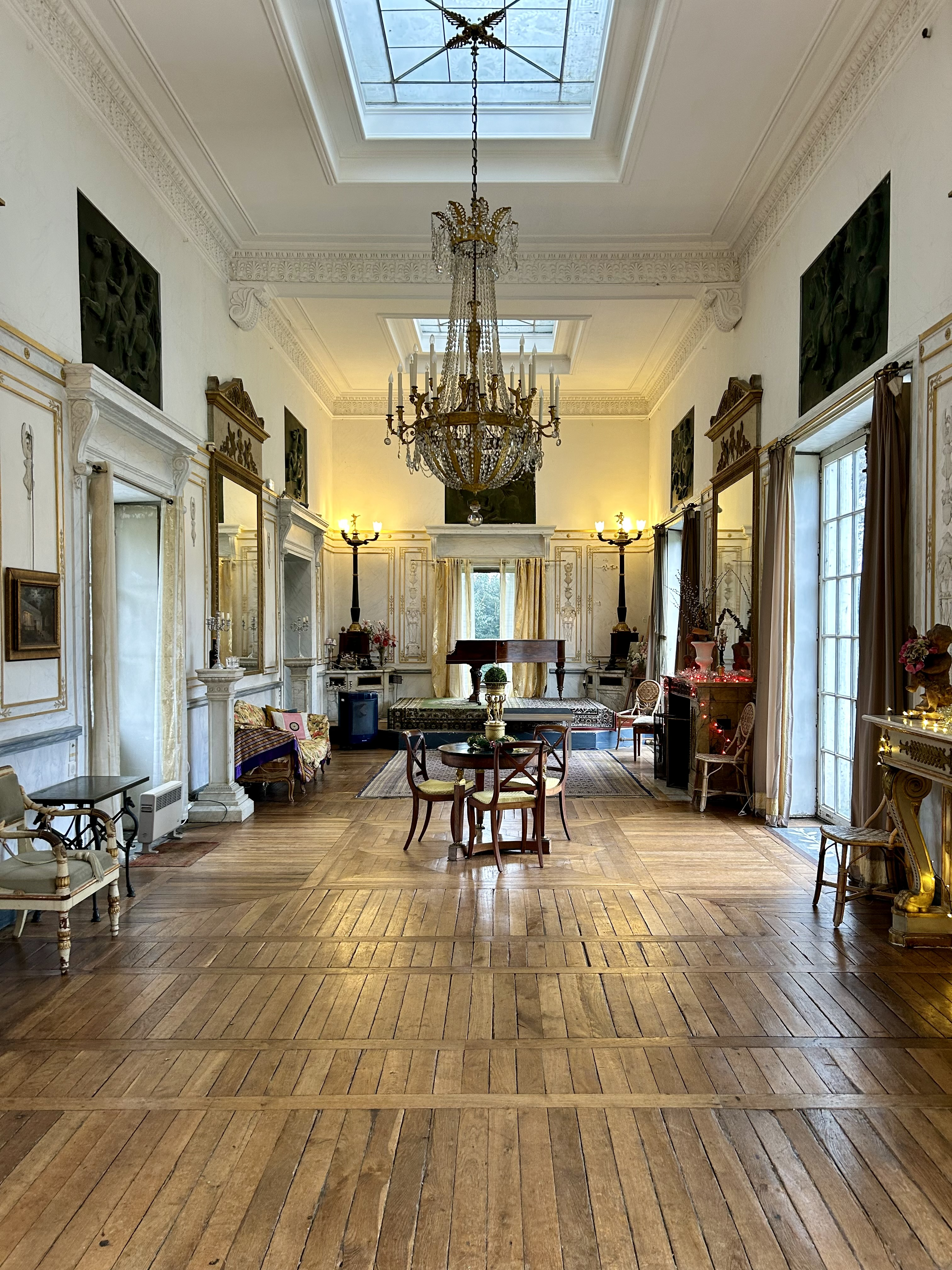
Le Salon de Musique

L’aile ouest, qui comprenait autrefois un petit salon de réception de l’impératrice Joséphine, ainsi que deux étages, a été entièrement percée et remaniée pour accueillir un grand salon de musique. Trois grandes fenêtres y ont été percées, donnant sur une terrasse nouvellement ajoutée. Les petites fenêtres du dernier étage y ont été comblées et remplacées par de nouveaux puits de lumière situés directement sur le toit.

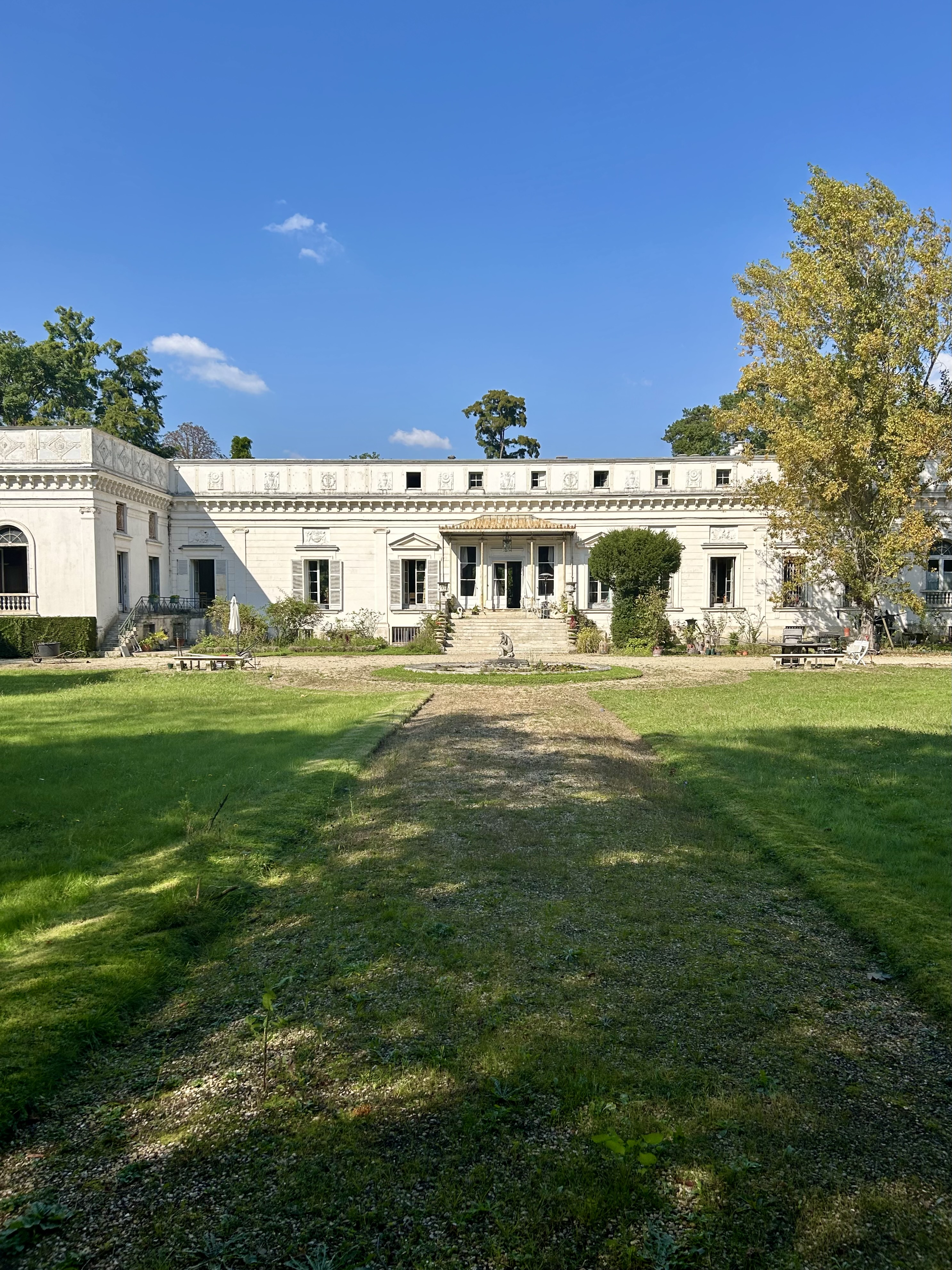
La Façade Vue du Jardin

Une petite aile a également été ajoutée à l’extrémité du bâtiment comprenant une salle à manger d’été décorée de fresques inspirées des décors pompéiens, dont une inspirée de la Flora découverte dans la Villa Arianna de Stabiae et conservée au musée archéologique de Naples.

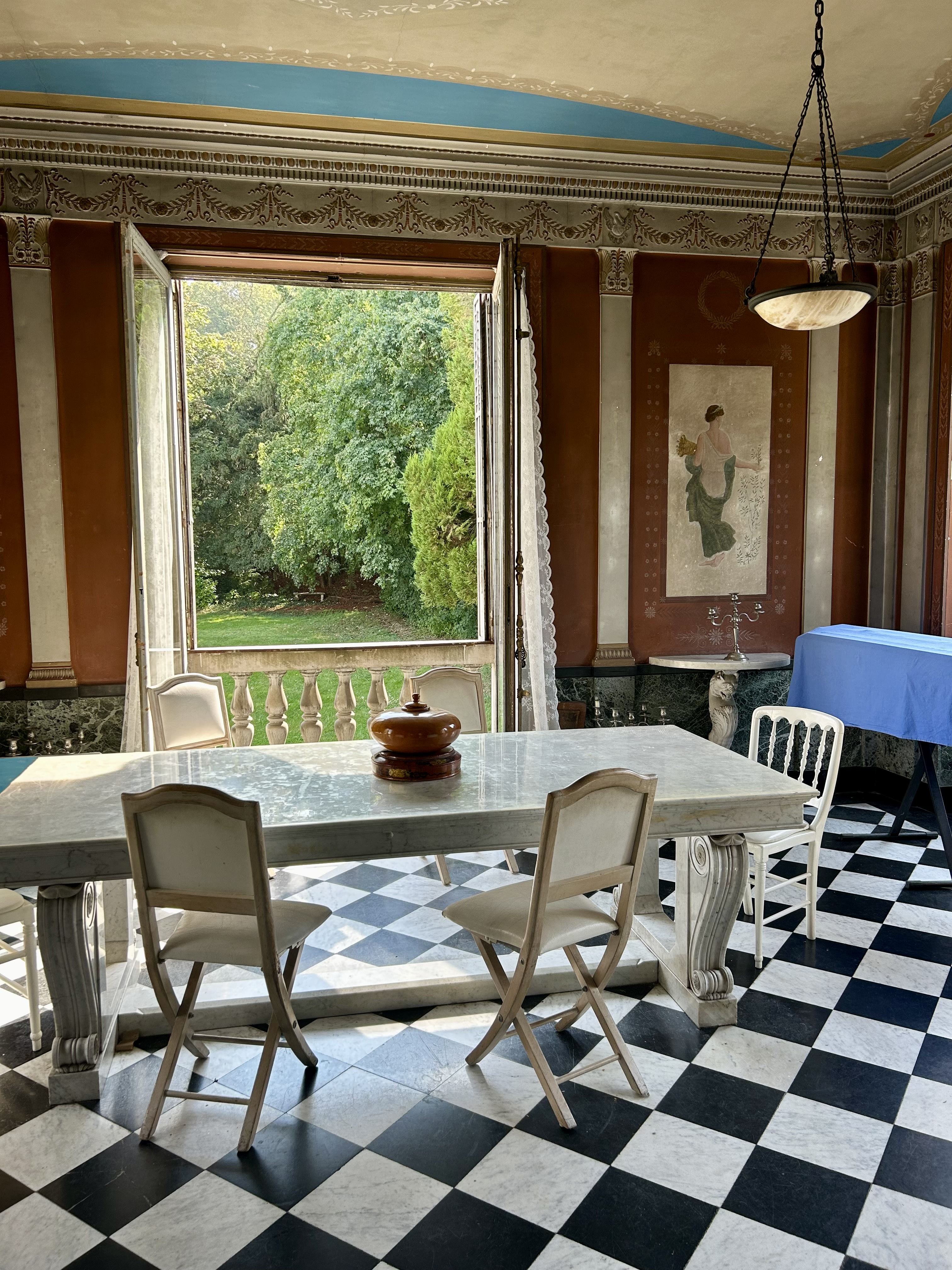
La Salle à Manger d'Été avec son Décor Pompéien

Enfin, le sous-sol, qui abritait autrefois les fours servant à chauffer les serres, a été transformé en cuisines et en logements pour les domestiques.

## Description
Le lotissement du parc effectué a séparé la Petite Malmaison du château de Malmaison. Le parc, planté de marronniers, cèdres, cyprès chauves, ifs et buis, est traité « à l'anglaise » mais on devine sur la façade arrière des traces d'un jardin à la française. Il comporte une pièce d'eau.

### Façade de la Petite Malmaison et ses sculptures
La façade de la Petite Malmaison présente plusieurs statues et bustes copiés d'après des oeuvres d'art antiques, pour la plupart issues des spoliations napoléoniennes.
L'un des bustes les plus remarquables est celui de Marcus Vipsanius Agrippa, homme d'État romain et architecte de la Rome impériale, proche collaborateur de l'empereur Auguste. L'original, acheté par Napoléon à son beau-frère Camillo Borghese, est conservé au musée du Louvre. Une autre sculpture notable est celle de Marcellus, neveu et héritier désigné d'Auguste. L'original fut saisi dans les collections royales pendant la Révolution française et se trouve aujourd'hui également au Louvre.
| - Buste de Marcus Vipsanius Agrippa - Statue de Marcellus en Hermès Logios - Statue d'Antinoüs du Capitole - Buste de Démosthène - Buste d'Homère |

Une copie de l'Antinoüs du Capitole est également présente. L'original, découvert dans la villa d'Hadrien à Tivoli, fut saisi par Napoléon aux Musées du Capitole à Rome, avant d’être restitué en 1815. De même, un buste de Brutus, fils adoptif et assassin de Jules César, figure sur la façade. L'original est exposé aux Musées du Capitole.
Un autre buste représente Démosthène, homme politique et orateur athénien du IVᵉ siècle av. J.-C. L'original fut prélevé à la Villa Albani à Rome et est aujourd'hui conservé au Louvre. Un buste d'Homère se trouve aussi sur la façade. L'original, saisi aux Musées du Capitole, est aujourd'hui exposé au Louvre.

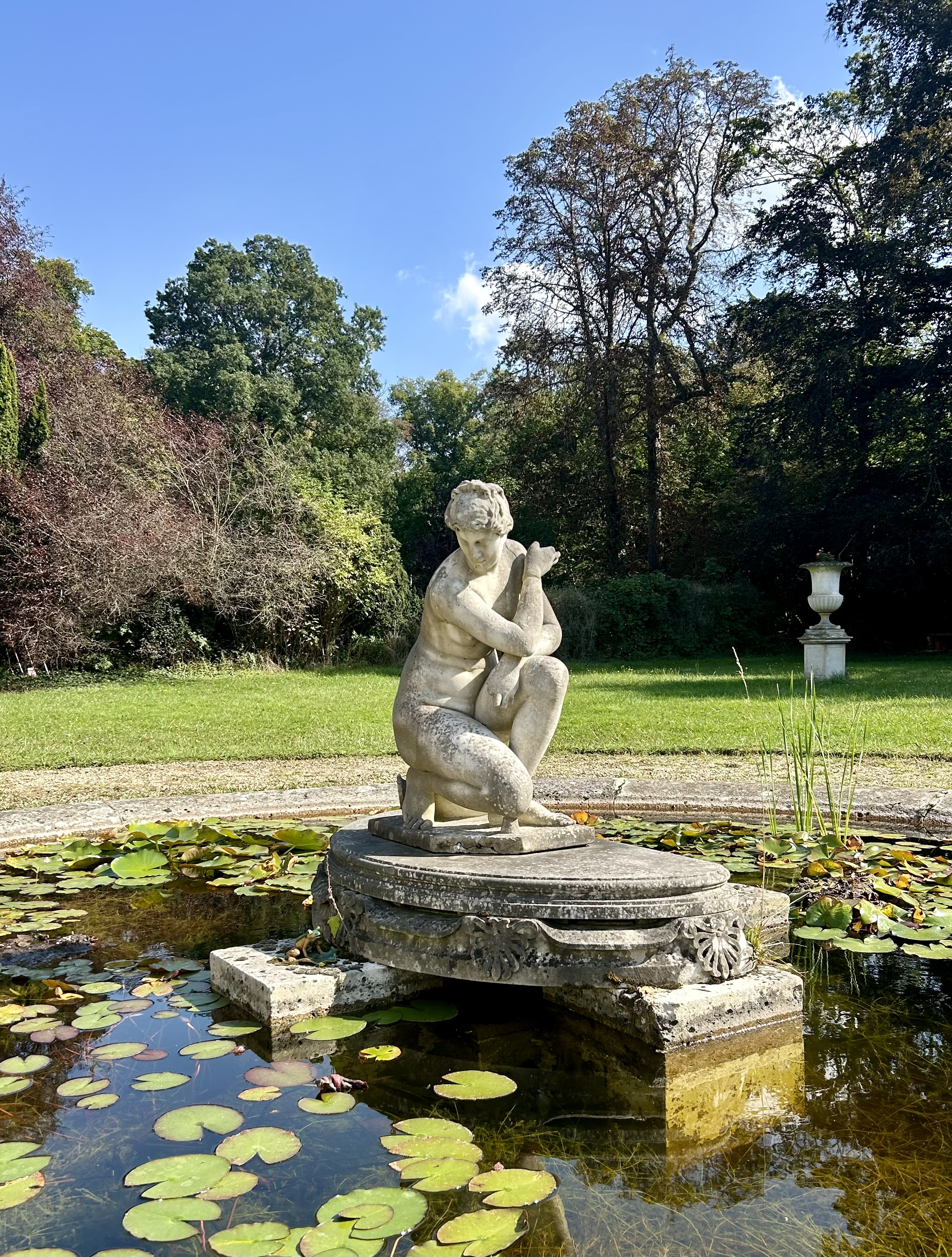
Vénus Accroupie dans le Jardin de la Petite Malmaison

De plus, au centre de la fontaine du jardin se trouve une Vénus accroupie, d'après un original conservé aux Musées du Vatican.
La façade comporte aussi des bas-reliefs copiés d'après des œuvres originales attribuées au sculpteur Simon-Louis Boquet et réalisées à la fin du XVIIIᵉ siècle. Les mêmes moulages peuvent être observés sur la façade de l'Hôtel de Salm à Paris.

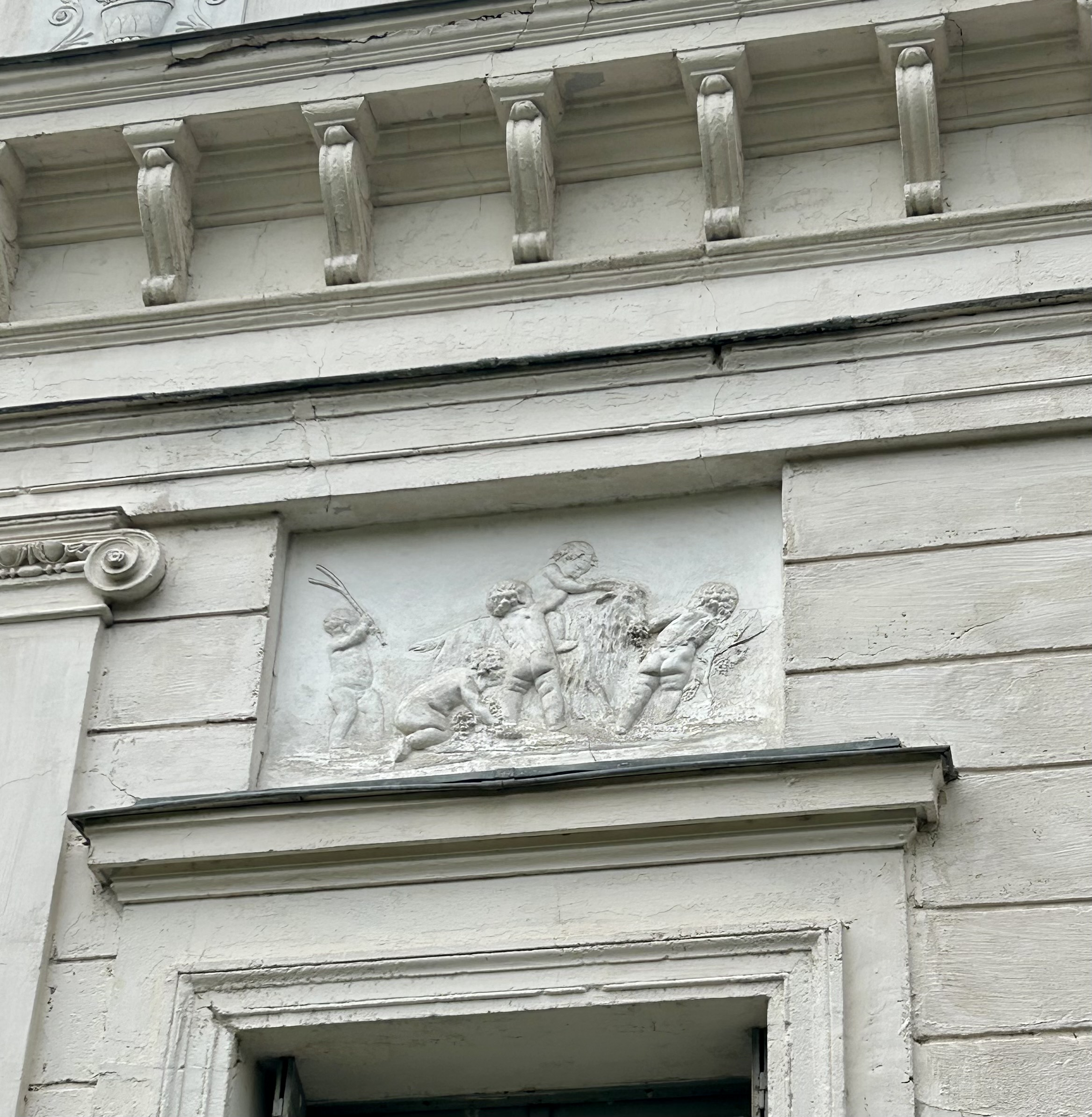
Bas-Relief d'après un original attribué à Simon-Louis Boquet

### Les marbres du Parthénon
Le Salon de Musique est orné, au-dessus de chaque fenêtre, de sept moulages des marbres de la frise ouest du Parthénon. Les originaux sont conservés au British Museum à Londres et au Musée de l'Acropole à Athènes,,,,,. Ils représentent des cavaliers se préparant à rejoindre la procession des Panathénées, une fête religieuse majeure de la Grèce antique célébrée à Athènes en l'honneur de la déesse Athéna.
Quatre de ces moulages se retrouvent également sur la façade extérieure d'un bâtiment de l'IFP Energies Nouvelles, situé au 2 avenue de Bois-Préau à Rueil-Malmaison. Ce pavillon de garde, construit en 1801, faisait partie du domaine de Malmaison et abritait une écurie.
Les moulages du Salon de Musique de la Petite Malmaison ont été réalisés à Athènes, directement sur le Parthénon, alors que les marbres d'origine y étaient encore en place, dans les années 1780 par le diplomate et archéologue Louis-François-Sébastien Fauvel, à la demande du comte de Choiseul-Gouffier. Expédiés et stockés à Marseille à partir de 1787, ces moulages furent confisqués pendant la Révolution avant d’être transportés à Paris en 1798, à la faveur du débarquement à Marseille des objets issus de la Campagne d'Égypte, puis déposés à Malmaison ,.
| - Bloc 2 - Bloc 4 - Bloc 6 - Bloc 7 - Bloc 8 |

| - Bloc 9 - Bloc 10 |

### Œuvres d'art conservées à la Petite Malmaison
La Petite Malmaison conserve un tableau du peintre allemand Jean-Jacques Hauer, représentant le retour de la première remise des insignes de la Légion d'honneur, qui s'est tenue le 15 juillet 1804 en l'église des Invalides. La scène se déroule devant la fontaine des Invalides, ornée du lion de Saint-Marc, rapporté de Venise dans le cadre des spoliations napoléoniennes. Napoléon y apparaît en uniforme de grenadier de la Garde.
Outre son parquet, la Petite Malmaison conserve un mobilier estampillé Jacob-Desmalter: deux portes et deux tabourets en acajou à têtes et griffes de lions. 

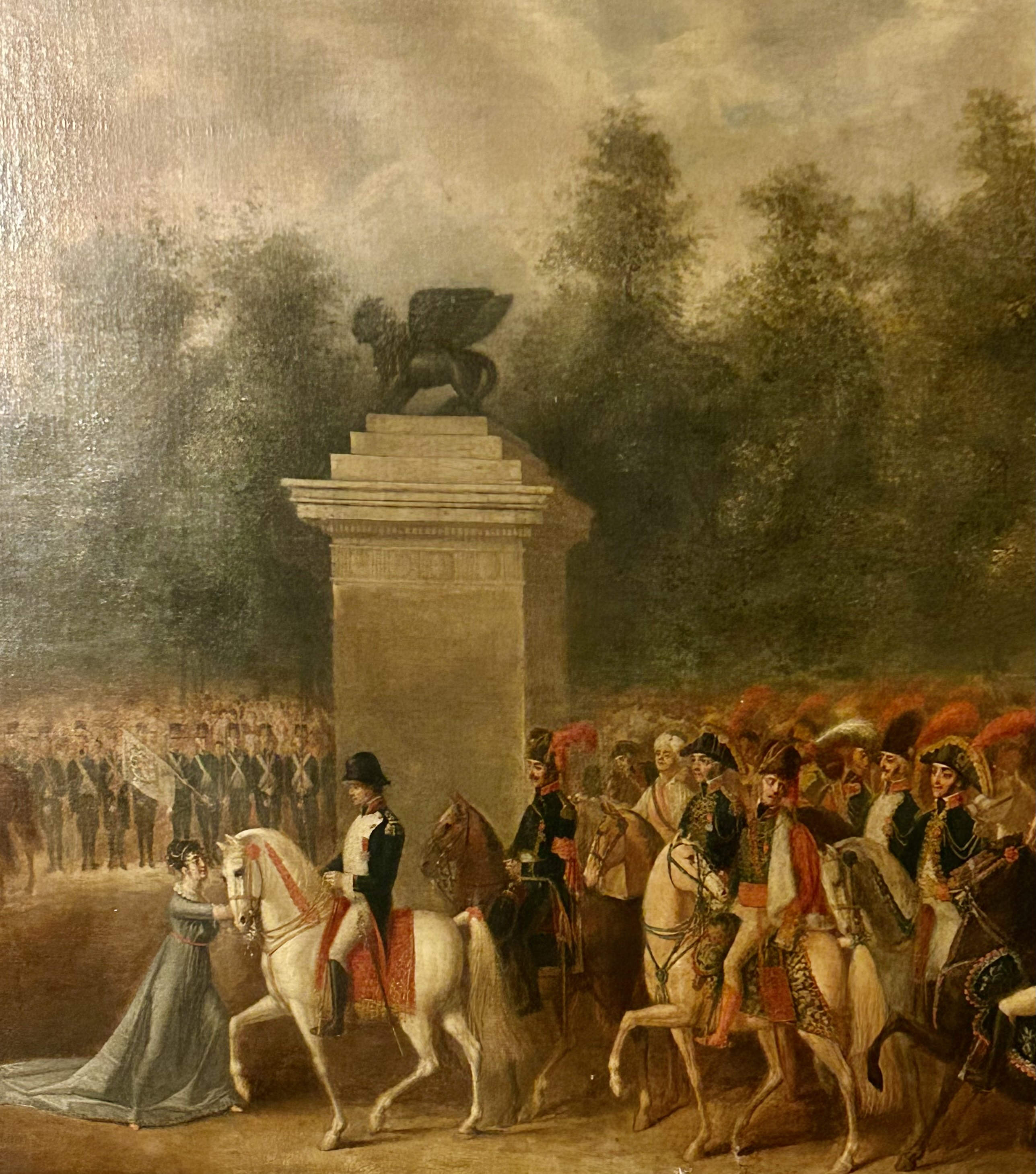
Le Retour de la Première Remise des insignes de la Légion d'Honneur par Jean-Jacques Hauer

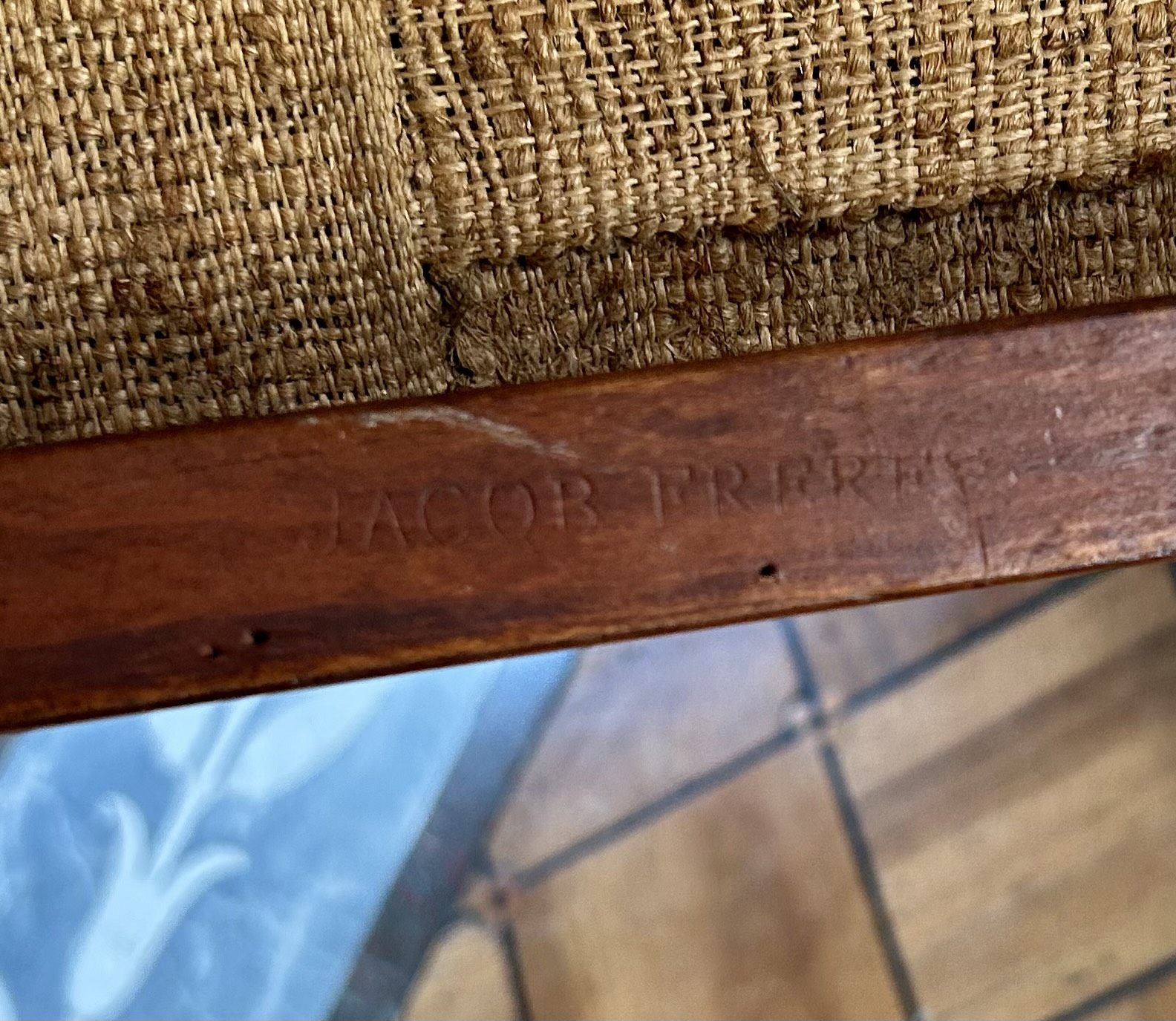
La signature 'Jacob Frères' sur le mobilier

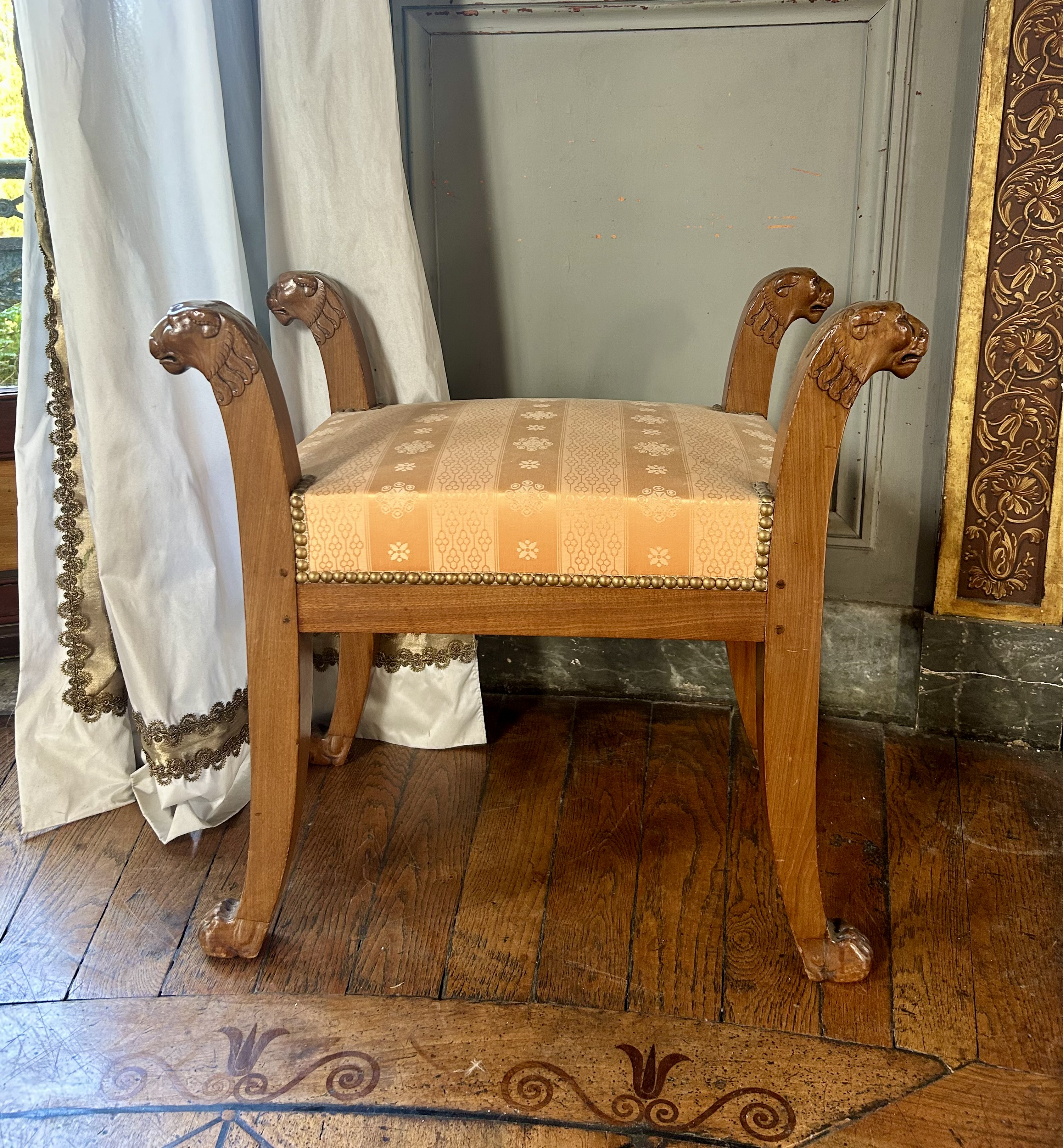
Un des deux tabourets Jacob-Desmalter (identiques) à têtes et griffes de lions

## Protection
Tout d'abord inscrit à l'inventaire supplémentaire des monuments historiques le 8 février 1968, le château de la Petite Malmaison fait l’objet d’un classement au titre des monuments historiques depuis le 26 avril 1995. La protection comprend également le parc.

## Pour approfondir